# Amt Wesseling
Das Amt Wesseling war ein Amt im Landkreis Köln in der preußischen Rheinprovinz und in Nordrhein-Westfalen. Das Gebiet des Amtes gehört heute zur Stadt Wesseling im Rhein-Erft-Kreis.

## Geschichte
Bei der preußischen Kreisreform von 1. Oktober 1932 wechselten die beiden Gemeinden Keldenich und Wesseling aus dem Landkreis Bonn in den Landkreis Köln. Sie wurden dort mit der Gemeinde Berzdorf, die bis dahin zum Amt Brühl-Land gehörte, zum Amt Wesseling zusammengefasst. Am 1. Oktober 1935 wurde die Gemeinde Keldenich nach Wesseling eingemeindet; das Amt Wesseling umfasste damit nur noch zwei Gemeinden.
Am 1. August 1961 wurde auch die Gemeinde Berzdorf nach Wesseling eingemeindet. Gleichzeitig wurde das Am Wesseling aufgehoben.
Am 1. Januar 1975 wurde Wesseling durch das Köln-Gesetz in die Stadt Köln eingemeindet, erhielt aber nach erfolgreicher Klage mit Wirkung zum 1. Juli 1976 seine Selbständigkeit zurück und gehört seitdem zum Rhein-Erft-Kreis.

## Einwohnerentwicklung
| Jahr | Einwohner | Quelle |
| ---- | --------- | ------ |
| 1939 | 7.019     | [ 3 ]  |
| 1950 | 12.935    | [ 4 ]  |
| 1961 | 20.000    | [ 4 ]  |

## Amtsbürgermeister
- Anton Engels (März 1945 bis Mai 1945)
- Josef Gasten (Mai 1945 bis 1946)
- Anton Engels (1946 bis 1951)
- Hans Mock (1951 bis 1952)
- Anton Engels (1952 bis 1961)[5]